# Glanz Verlag
Der Glanz Verlag ist ein deutscher Schulbuchverlag mit Sitz in Freiburg, der 2006 von Udo Glanz gegründet wurde. Der Verlag hat sich auf die Kombination von Print-Produkten mit MOOCs spezialisiert. Hierzu bietet er Fortbildungen, Zertifizierungen, Spiel- und MOOC-Produktionen auf dem MOOC-Wiki MOOCit an und veröffentlicht Fachliteratur zum Thema „Lernkurse von Lernenden für Lernende“.

## Geschichte
2007 kam mit dem Literaturspiel Kult-Spiel deutschsprachige Literatur, das erste Bildungsspiel des Verlags heraus, dem weitere folgten. In den Anfangsjahren wurde vor allem das Fußballquiz in mehreren Editionen der Kult-Spiel-Serie bekannt. Ab 2009 kamen Addbooks hinzu, bei denen die Originaltexte von den Nutzern ergänzt werden können. Nach der Promotion von Glanz schwenkte der Verlag auf das Zusammenspiel von Print- und Online-Content um. Auf MOOCit tritt der Glanz-Verlag seit 2013 als Redaktion in Erscheinung, bietet Fortbildungen für Bildungseinrichtungen (z. B. Schulen und Ausbildungsbetriebe) an und ist für die Zertifizierung der MOOCs verantwortlich. Ein praktisches Beispiel eines MOOCs findet sich im EU-Projekt Biofector.

## Publikationen (Auswahl)

### MOOCit und die Digitalisierung an deutschen Schulen
- MOOCs selbst erstellen * P4P MOOCs in Schule, Ausbildung, Studium – Kopiervorlagen, ISBN 978-3-940320-28-5
- 1001 German Angst vor der digitalen (R)Evolution: Der Countdown der Grundrechte im digitalen Zeitalter, ISBN 978-3-940320-14-8
- Kein Verständnis ist wahrscheinlicher – Das IBW-Modell für digitale Diskursqualität, ISBN 978-3-940320-15-5
- Medienkonzept für deutsche Schulen auf MOOCit.de
- MOOC it! MOOCs für die Schule und das Studium, ISBN 978-3-940320-13-1
- Digitale Diskurskultur in der Bildung (Dissertation), ISBN 978-3-940320-06-3

### Bildungsprojekte: MOOCwiki & Print
- Die wichtigsten Texte der Menschheitsgeschichte, ISBN 978-3-940320-25-4
- Freiburger Stadtführung, ISBN 978-3-940320-20-9
- Kultur-Spiel, ISBN 978-3-940320-02-5
- Freiburgspiel, ISBN 978-3-940320-01-8

### Online Bildungsprojekte
Aktuelle Online-Bildungsprojekte in Kooperation mit unterschiedlichen Bildungseinrichtungen auf MOOCit.de sind:
- Kurzfilmkanon.de
- Kult-Spiel.de
- Freiburgspiel.de
- Joblin.de
- Bierdeckelquiz.de
- Liedlernen.de